# Teresa Tembo
Teresa Romão Tembo foi uma política moçambicana. Em 1977, ela fez parte do primeiro grupo de mulheres eleitas para a Assembleia da República.

## Biografia
Tembo foi candidata da FRELIMO nas eleições parlamentares de 1977, nas quais foi uma do primeiro grupo de 27 mulheres eleitas para a Assembleia da República. Ela também atuou no comité central do partido. Membro fundador da Organização das Mulheres Moçambicanas, tornou-se posteriormente a sua secretária-geral. Em 2006 ela foi nomeada para o Conselho de Estado.